# Jarhead (boek)
Jarhead bevat de memoires van Anthony Swofford. Het boek gaat over Swoffords leven in de Amerikaanse marine en zijn deelname aan de Eerste Golfoorlog als scherpschutter.
Na zijn deelname aan deze oorlog heeft Anthony Swofford gestudeerd aan de Universiteit van Iowa, alwaar hij zijn master heeft gehaald.
Jarhead is in 2005 verfilmd. Deze film, eveneens Jarhead genaamd, is geregisseerd door Sam Mendes met Jake Gyllenhaal in de rol van Anthony Swofford.